# Geschiedenis van Sparta
De geschiedenis van de Griekse stad Sparta begon toen de Doriërs in de 12e eeuw v.Chr. de Peloponnesos binnendrongen en enkele stammen zich vestigden aan de rivier Eurotas in de vlakte van Laconië. Het archaïsche Sparta verschilde niet van de andere Helleense steden. De Spartanen werden pas echt Spartaans, toen ze na de Messenische Oorlogen heersten over een massa heloten die tien keer talrijker was. Het klassieke Sparta van de zesde en vijfde eeuw v.Chr. was een militaire en staatsgeleide maatschappij die zich van de buitenwereld afsloot. De Spartanen hadden genoeg aan de Peloponnesos totdat ze in conflict kwamen met het ambitieuze Athene. Ze versloegen hun aartsrivaal in de Peloponnesische Oorlog, maar toen ze daarna zelf een rijk wilden uitbouwen, werd het snel een mislukking. In 193 v.Chr. kwam er een einde aan het vrije Sparta. Onder de Romeinen was Sparta nog slechts een onbelangrijke provinciestad.

## Archaïsche Sparta

### Dorische volksverhuizing
In de 12e eeuw v.Chr. drongen Doriërs het Peloponnesisch schiereiland binnen. Deze boeren en herders kwamen uit het Dalmatisch-Albanese gebied en werden onderverdeeld in drie stammen (Hyleeërs, Dymanen en Pamfiliërs). Geleidelijk stootten een aantal Doriërs door in het zuidelijk deel van de Peloponnesos. Omstreeks 950 v.Chr. vestigden ze zich in de vlakte van Laconië en stichtten de vier dorpen van Sparta. Het was een vruchtbaar dal aan de rivier Eurotas, in het westen afgesloten door het gebergte Taigetos, in het oosten door de heuvelketen Parnon. De Dorische indringers overwonnen in heel de Peloponnesos de oorspronkelijke bewoners en hun Mykeense beschaving ging ten onder. De Dorische volksverhuizing werd verwerkt in de legende van de Heracliden. De Doriërs geloofden dat ze de nakomelingen van de Griekse halfgod Heracles waren. Het verhaal vertelde dat de Heracliden uit de Peloponnesos verdreven waren, lang in ballingschap verbleven hadden, maar na een aantal mislukte pogingen zegevierend naar het land van hun stamvader teruggekeerd waren. Heracles is echter nooit Dorisch geweest; hij gold veeleer als de held van Thebe. De Doriërs gebruikten een vervalste legende om te kunnen doorgaan als rechtmatige heersers van de Peloponnesos.

### Traditionele Helleense stad
Van het einde van de 8e v.Chr tot het begin van de 6e eeuw v.Chr was Sparta welvarend en gastvrij. Het was een belangrijk cultureel centrum voor muziek, zang, dans en dichtkunst. Sparta kreeg een grote faam in de Griekse wereld vanwege zijn feesten, zoals de Helenia, onderdeel van de Helenacultus, en stelde zijn poorten open voor buitenlandse kunstenaars. Daar stond de wieg van de Griekse koorlyriek. Plato verbaasde zich erover dat: “Meisjes er een strikt trainingsregime kregen dat ze even fit maakte als jongens, vrouwen konden economisch onafhankelijk zijn, ze leerden muziek en poëzie”. Dit in tegenstelling tot de Atheense vrouw, die "zo weinig mogelijk zien, horen en spreken moest." Volgens Homeros was de landstreek dan ook bekend voor haar mooie sterke vrouwen, "Sparte kalligynaika" (Het Sparta van de mooie vrouwen) noemt hij het gebied. “Spartaanse meisjes kregen, in tegenstelling tot de Atheense, dezelfde voedingsrantsoenen als jongens, en mochten ongewaterde wijn drinken”, aldus nog Xenophon.
Terpandros opende in Sparta zijn eerste muziekschool en onderwees de reidansen aan koren. De poëzie van Alcman bracht de Spartaanse koorlyriek naar een hoogtepunt. De oorlogsdichter Tyrtaios wilde het patriottisch vuur van de Spartanen aanwakkeren. In die periode kon geen enkele staat de Spartaanse successen op de Olympische Spelen ook maar benaderen. Dat was voor de Spartanen het bewijs dat hun opvoeding de beste van heel Griekenland was. Maar bij het begin van de zesde eeuw hield de suprematie van Sparta plots op. Tussen 720 en 576 v.Chr. waren 46 van de 81 bekende winnaars Spartanen, tussen 548 en 400 nog 12 van de 200. Oorspronkelijk droegen de Olympische atleten een lendendoek, maar de Spartanen hebben de gewoonte ingevoerd om naakt te sporten ondanks alle verontwaardiging en spot.
De Spartanen geloofden in de traditionele Griekse mythologie met een bijzondere plaats voor Apollo, Artemis, Poseidon en de Dioscouren. Er waren religieuze feesten zoals de Karneia ter ere van Apollo Karneios. In de cultus van Artemis Orthia werden orgastische dansen opgevoerd, maar er werden ook knapen met de zweep gegeseld. Ze respecteerden de regels van de heiligdommen en vreesden goddelijke tekens zoals aardbevingen en eclipsen. De religieuze tradities leefden verder in het klassieke Sparta. De goden werden toen geraadpleegd voor politieke en militaire beslissingen. Er werd veel belang gehecht aan de profetieën van het orakel van Delphi. Enkel Sparta beschikte over pythioi. Dat waren magistraten die de koning moesten bijstaan in zijn contacten met Delphi. Een voorspelling gebeurde door een professionele ziener, maar onder supervisie van de koning. De ziener interpreteerde de tekens, terwijl hij wist welk soort advies de goden verondersteld waren te geven. Manipulaties waren niet uit te sluiten. Het Spartaanse leger had altijd een kudde offerdieren bij zich. De koningen en de generaals gebruikten ze bij het verlaten van het grondgebied of het oversteken van een rivier. Er zijn veel gevallen bekend waarin de militaire campagne veranderd of afgeblazen werd door het afkeurend oordeel van de goden. De eforen deden ook beroep op goddelijke raad en hadden hun eigen ritueel van de vallende ster.

### Messenië
Ten westen van Sparta lag Messenië, het vruchtbaarste land van heel Griekenland. De Spartanen wilden het gebied veroveren en de rijkdom verdelen, hoewel de Messeniërs ook Doriërs waren. Opnieuw moest een legende de invasie legitimeren. Kresphontes, de stamvader van de Messeniërs, zou zogezegd de twee andere Heracliden bedrogen hebben bij de verloting van de drie grootste landstreken van de Peloponnesos.
Tijdens de Eerste Messenische Oorlog trokken de Messeniërs zich terug op de berg Ithome. Na een beleg van twintig jaar (ca. 740-721 v.Chr.) gaven ze zich gewonnen. Het rijke bovendal van de rivier Pamisos werd afhankelijk van de Spartanen. Zij kwamen met weinig kolonisten naar Messenië en stonden een zeker zelfbestuur toe. De Messeniërs moesten een groot deel van hun landbouwproducten inleveren.
Voor de Tweede Messenische Oorlog was er omtrent 640 v.Chr. een anti-Spartaanse coalitie ontstaan tussen Messenië, Arcadië en Argolis. De Messeniërs versloegen het Spartaanse leger volkomen en vielen de Spartanen aan op hun eigen bodem. In de strijd om het voortbestaan voerde Sparta het aantal krijgers op en riep de hulp van Kreta in. Tijdens deze oorlog pasten de Spartanen als eersten een nieuwe militaire tactiek toe: de falanx. De hoplieten vochten voortaan in deze slagorde en voerden het op tot de perfectie die het Spartaanse leger zo beroemd gemaakt heeft. De oorlogskansen keerden, toen de Messeniërs de Spartanen niet meer durfden bekampen in open terrein en zich terugtrokken in de bergvesting Hira. Ze hebben het 22 jaar taai verdedigd zonder veel hulp van hun bondgenoten. Na de val was Messenië opnieuw onderworpen.
De tweede oorlog met de Messeniërs liet diepe sporen na in de Spartaanse maatschappij. In de zevende eeuw had Sparta een aristocratische bovenlaag van rijke adellijke families met veel grond en daarnaast heel veel kleine boeren. In de ten einde lopende zevende eeuw was er onvrede bij het gewone volk. Door de oorlog waren veel boeren hun land verloren, kregen ze af te rekenen met invallen of moesten ze meevechten. In de eerste oorlogsjaren had de adel zich ongeschikt getoond om de teugels in handen te houden. Vooral vanuit het milieu van de hoplieten begon men de privileges van de adel in vraag te stellen. Wie als hopliet zijn leven riskeerde voor het vaderland, eiste ook politieke inspraak en een rechtvaardiger verdeling van de gronden. De adel moest zwichten voor het morrende volk. Op politiek vlak werd de gelijkheid van alle Spartanen erkend en de Lycurgische wetgeving ingevoerd. De koningen en de raad der ouden behielden de belangrijkste posities, maar de volksvergadering bepaalde het beleid en het volk liet zich bijstaan door eforen. Op economisch vlak werd de eis tot herverdeling van de grond afgewezen. Als de Messeniërs weer onderworpen waren, waren er grond en slaven genoeg te verdelen. Dat hebben ze dan ook gedaan.
Van 750 tot 550 v.Chr. stichtten bijna alle Griekse steden nederzettingen in het Middellandse Zeegebied. Er werd een reusachtig net van Griekse kolonies aangelegd, maar de Spartanen waren uitgesproken landrotten en voelden niet veel voor overzeese avonturen. Ze organiseerden slechts eenmaal een groot kolonisatieproject. Samen met andere Doriërs stichtten ze omstreeks het jaar 707 in Zuid-Italië de stad Taras (Tarente).

## Klassieke Sparta
Het klassieke Sparta ontstond in de loop van de zesde eeuw. Na de Tweede Messenische Oorlog was het afgelopen met de luxe en de gastvrijheid van het archaïsche Sparta. De Spartanen moesten de Messenische slaven onder de duim houden en leefden gedurig in de vrees voor opstanden. Dit leidde tot een doorgedreven militarisering en staatscontrole van de Spartaanse samenleving. Sparta werd echt Spartaans.

### Patroon van Hellas
De ambities van Sparta begonnen op de Peloponnesos. Ze wilden in de zesde eeuw het hele schiereiland onder hun beheer brengen. De Spartanen wierpen zich op als de patroon van Hellas (prostates tes Hellados). Pas een eeuw later zou Athene de heerschappij van Sparta betwisten.

#### Peloponnesische Bond
Sparta zocht expansie naar het noorden en wilde Arcadië onder zijn heerschappij brengen. Hun aandacht richtte zich op de stad Tegea. Na een aantal militaire expedities sloten Sparta en Tegea omstreeks 555 v.Chr. een verbond. Daaruit groeide wat we thans de Peloponnesische Bond noemen. De officiële naam was echter ‘De Laconiërs en hun bondgenoten’. In de loop van de zesde eeuw traden bijna alle belangrijke steden van de Peloponnesos tot de Bond toe: de Arcadische steden, Korinthe en Megara. Alleen Argos bleef afzijdig. Als een lid aangevallen werd, moesten de bondgenoten te hulp komen. Bij offensieve acties moest de bondsvergadering zich uitspreken. In theorie waren alle bondsleden gelijkgerechtigd, maar in de praktijk had Sparta het laatste woord. Tenzij in oorlogstijd legden ze geen financiële en militaire verplichtingen op aan hun bondgenoten. De Bond was een meesterstuk van de Spartaanse politiek en diplomatie. In de zesde eeuw was Sparta machtiger dan welke andere Griekse stad ook en de enige Griekse mogendheid. Andere machtige staten rond de Middellandse Zee erkenden de positie van Sparta. Als er ergens in een Griekse stad interne onlusten waren, riep de oppositie de hulp van Sparta in om een tiran te liquideren. Ze hebben in die tijd een hele reeks van onbeduidende potentaten uitgeschakeld.

#### Ontstaan van de Atheense democratie
Sparta was betrokken bij het ontstaan van de Atheense democratie. Na de dood van de Atheense tiran Peisistratos draaiden zijn zonen Hippias en Hipparchos de schroeven van de onderdrukking weer aan. Hipparchos werd vermoord in een persoonlijke zaak, maar de Atheense adel trad in het veld tegen Hippias. Ze zochten steun bij de Spartanen om hem te verjagen. Tussen 512 en 510 v.Chr. hebben de Spartanen opgetreden tegen Hippias. Eerst werd hun legertje nog verslagen, maar het volgend jaar stond koning Cleomenes I opnieuw in Attica. Hippias verschanste zich op de Acropolis en kreeg een vrije aftocht.
In Athene ging het er nu nog woeliger aan toe tussen twee rivaliserende adellijke families. Isagoras wilde meehelpen aan een autoritair regime dat Sparta gunstig gezind was. Cleisthenes uit de dynastie van de Alcmeoniden dacht aan een aristocratisch bewind, maar toen hij dreigde te verliezen, maakte hij een gewaagde ommezwaai. Hij deed een beroep op het volk, verkondigde een democratisch programma en verzekerde zich van de gunst van het volk. Isagoras en zijn aanhangers werden verslagen. De Spartanen hadden hun slag niet thuis gehaald. In plaats van een autoritaire heerschappij die Sparta welgezind was, kreeg Athene in 508 v.Chr. een democratisch stelsel dat vijandig stond tegenover hen. Sparta ondernam een aantal pogingen om de Atheense democratie ten val te brengen. Eerst slaagde een Spartaanse expeditie er niet in om de Alcmeoniden te verdrijven. Enige jaren later verscheen er opnieuw een leger in Attica om Isagoras te installeren. De veldtocht werd een fiasco en zorgde voor heel wat woede in het thuisland. Men speelde ook met het plan om uitgerekend Hippias opnieuw in het zadel te helpen. Ondanks alle Spartaanse tegenstand kon het democratisch staatsbestel zich handhaven in Athene. Binnenkort zouden de Atheners Sparta naar de kroon steken.

#### Perzische Oorlogen
In de zesde eeuw had het Perzische rijk zich meester gemaakt van heel Klein-Azië. In 500 v.Chr. kwamen de Ionische Grieken in opstand om hun onafhankelijkheid te herwinnen en hun economische belangen in Egypte en de gebieden rond de Zwarte Zee veilig te stellen. De stad Milete plaatste zich aan het hoofd van de Ionische Opstand en andere steden sloten zich aan. De Ioniërs vroegen hulp in het moederland. Sparta wees de vraag af, maar Athene besloot ze ter zijde te staan en zich op te werpen als voorvechter van Hellas. Aanvankelijk waren de Ioniërs succesvol totdat de Perzische oorlogsmachine op gang kwam. Drie jaar later waren de kansen gekeerd. De Atheners hadden de hoop opgegeven en waren naar huis teruggekeerd. Milete werd platgebrand en de nog levende inwoners gedeporteerd.
In de Eerste Perzische Oorlog (490 v.Chr.) vielen de Perzen Griekenland binnen. De Perzische vorst eiste vergelding voor de Atheense hulp aan de Ionische Opstand, maar dat was niet meer dan een excuus. In die periode was het Perzische Rijk volop in expansie: in 546 werd Lydië veroverd, in 525 Egypte en in 513 Thracië. Toen het Perzische leger niet ver meer van Athene was, weigerden de Spartanen om meteen troepen te zenden. In de Slag bij Marathon stonden de Atheense en Perzische legers tegenover elkaar. De Atheners versloegen het veel grotere leger van de Perzen. In Sparta waren ze intussen tot inkeer gekomen. Hun troepen kwamen een dag te laat aan, toen de beslissing al gevallen was.
In de Tweede Perzische Oorlog (480-479 v.Chr.) rukten de Perzen opnieuw op tegen Griekenland. Sparta en Athene riepen op tot eenheid en bundelden alle Helleense krachten. Het was de Griekse strategie om de Perzische vloot te verslaan en ondertussen aan het Perzische landleger de toegang tot het grondgebied te beletten. In de oudheid was de pas van Thermopylae de enige toegang tot Midden-Griekenland. De pas was op veel plaatsen zo nauw dat slechts weinig soldaten naast elkaar konden lopen. Daar stelde de Spartaanse koning Leonidas zich met een leger van 7.000 man op voor de Slag bij Thermopylae. De Achaemenidische koning Xerxes I slaagde er met zijn Medische troepen en zijn keurkorps van ‘onsterfelijken’ niet in om door te breken. Door het verraad van de Griek Ephialtes vonden de Perzen een sluipweg over de bergen. De positie van de Grieken was nu niet langer houdbaar. Leonidas moest snel een beslissing nemen, want een veilige aftocht was nog mogelijk. Hij zond de bondgenoten weg en bleef zelf in de stelling met 300 lijfwachten, 1.000 perioiken en 700 Thespianen. De Spartaanse moraal eiste dat men verkoos om een heldendood te sterven op het veld van eer. Het legertje werd tot op de laatste man gedood door de Perzen. Dit is de geschiedenis ingegaan als de roemrijkste daad van de Spartanen. Leonidas en zijn 300 Spartanen werden overladen met roem; de perioiken en de Thespianen werden vergeten. Ondertussen probeerde de Griekse vloot de zee-engte tussen het vasteland en het eiland Euboea te versperren. Toen de zeeslag onbeslist eindigde, was de noordelijke verdedigingslinie volledig ingestort en konden de Perzen zonder enig verzet naar Attica opmarcheren. Men moest Athene opgeven en de bevolking evacueren. Op de landengte van Korinthe probeerde het Griekse leger te redden wat er te redden viel. Een wal dwars over de landengte was de laatste verdedigingslinie te land. De vloten troffen elkaar een tweede keer in de Straat van Salamis. Nu wonnen de Grieken. De Spartaanse admiraal Eurybiades had het opperbevel over de Griekse vloot, maar was zo verstandig om de ervarener Atheense admiraal Themistocles zijn gang te laten gaan. Xerxes keerde met een deel van zijn troepen naar huis terug, het gros van zijn leger trok zich uit Athene terug en bleef in de omgeving. Toen het Perzisch leger het volgende jaar terugkeerde naar Athene, moest de stad weer ontruimd worden. De Spartaanse koning Pausanias I plaatste zich aan het hoofd van het Helleense landleger en marcheerde in 479 v.Chr. op naar Plataeae. Daar kwamen de legers tegenover elkaar te staan voor de Slag bij Plataeae. Het Griekse leger van 30.000 man bestond onder andere uit 5.000 Spartanen, 5.000 perioiken, 5.000 Korinthiërs en 8.000 Atheners. De Spartaanse falanx hield stand tegen het grotere Perzische leger. De Perzen werden verslagen en trokken naar huis. Sparta en Athene deelden in het succes. Maar Sparta was niet langer de enige Griekse mogendheid; in Athene was een ernstige rivaal verrezen.

#### Groeiende rivaliteit tussen Sparta en Athene
In de vijftig jaar tussen de Perzische en Peloponnesische oorlogen was er geen directe militaire confrontatie tussen de twee grote mogendheden Sparta en Athene, maar hun rivaliteit groeide uit tot een Koude Oorlog. Het immobilisme van Sparta contrasteerde fel met de imperialistische politiek van Athene. De Atheners waren agressiever en meedogenlozer dan de Spartanen in de uitbouw van hun rijk.
Sparta hield vast aan zijn defensieve politiek. Als de koningen al dachten aan panhelleens expansionisme, riepen de eforen hen tot de orde. Zij wilden niet verder gaan dan de Peloponnesos. Wanneer de Ioniërs hulp vroegen tegen de Perzen, weigerde Sparta en dreef ze in de armen van Athene. Koning Pausanias I, de held van Plataeae, begon zich als een oosterse despoot te gedragen. Hij werd door de eforen op het matje geroepen en gevangengenomen. Om de macht van de eforen te breken zwoer Pausanias samen met heloten. Hij moest vluchten naar het heiligdom van Athene en stierf er in 467 v.Chr. van honger en dorst. Het eforaat werd het machtigste instituut van Sparta. In 464 v.Chr. werd Laconië getroffen door een zware aardbeving. In Sparta bleven er nauwelijks huizen overeind staan. De Messenische heloten profiteerden van de gelegenheid om in opstand te komen. Ze werden teruggedrongen naar de bergvesting Ithome, waar ze elke aanval afsloegen. Athene zond zelfs een korps om Sparta te helpen, maar de Spartanen hadden liever dat ze hun grondgebied verlieten. Sparta had nog enige jaren nodig om het taaie verzet van de heloten te breken.
Athene dreef zijn bewapeningsinspanningen op. Ze lieten de stad omringen met Lange Muren om niet opnieuw zo gemakkelijk ingenomen te worden als in de Perzische Oorlogen. Sparta probeerde tevergeefs de bouw tegen te houden. Later werden de muren doorgetrokken tot Piraeus. De metropool voelde zich veilig achter haar beschermende gordel. In 478 v.Chr. richtte Athene de Delisch-Attische Zeebond op. Veel Egeïsche eilanden en Ionische steden traden graag toe om het hoofd te bieden aan het Perzische gevaar, maar kwamen in de rigoureuze machtspolitiek van Athene terecht. Voortaan mocht niemand het bondgenootschap nog opzeggen. Wie zich wilde terugtrekken, werd dat met de wapens belet. De Bond van Athene werd de tegenhanger van de Peloponnesische Bond van Sparta. Elk probeerde militair sterke bondgenoten voor zich te winnen. Het lukte Athene vrij aardig om vijanden van Sparta te helpen en democratische bewegingen bij Spartaanse bondgenoten te ondersteunen. Nadat Sparta de Atheense hulp geweigerd had bij de helotenopstand, waren de Atheners zo beledigd dat ze het verbond met Sparta opzegden. Athene bracht een verbond tot stand met Argos, de aartsvijand van Sparta op de Peloponnesos. De macht van Athene bereikte haar hoogtepunt omstreeks het jaar 455: de Dorische steden Mantinea en Megara kozen voor Athene en de Atheners veroverden Egina. Athene waagde het om Sparta op eigen bodem aan te vallen via de zee. Ze teisterden de Laconische kust en verwoestten de Spartaanse scheepswerf bij Gytheion. Toen het iets minder ging met Athene, werd er in 446/445 een dertigjarige vrede gesloten.
Sparta en Athene waren elkaars tegenpolen in veel opzichten. Op politiek vlak was Sparta een oligarchie waar een klein aantal burgers het beleid bepaalde. Athene was een democratie die gestuurd werd vanuit brede lagen van de bevolking. Elk probeerde de superioriteit van zijn eigen staatsbestel te etaleren. Sparta steunde de Helleense oligarchen die zich op hun beurt naar Sparta richtten voor de buitenlandse politiek; Athene rekende op de democraten van Hellas en omgekeerd. De twee mogendheden verdeelden de Helleense wereld in twee invloedssferen. In alle Griekse steden waren er mensen die het Spartaanse systeem bewonderden en verheerlijkten (fillaconen). Voor hen was het de ideale staat, waar echte harmonie heerste en waar alle deugden verbleven. Wie tegenstander van de democratie was, een oligarchisch en autoritair bestuur wilde, zocht zijn heil in Sparta. Dat waren vooral de adel en de rijken, ook in Athene. Ze richtten geheime genootschappen op die radicaler werden en een staatsgreep wilden plegen. Omgekeerd bestonden er in Sparta geen sympathisanten van Athene.
|              | Sparta                | Athene                         |
| ------------ | --------------------- | ------------------------------ |
| Politiek     | Oligarchie            | Democratie                     |
| Economie     | Landbouw – Soberheid  | Ambachten en handel - Welvaart |
| Cultuur      | Weinig – Ernst        | Veel – Amusement               |
| Sociaal      | Gesloten dorp         | Open stad                      |
| Genderstatus | Zeer vrouwvriendelijk | Vrouwenonderdrukking           |

#### Peloponnesische Oorlog
De Peloponnesische Oorlog (431-404 v.Chr.) moest de beslissing brengen welke mogendheid de toon zou aangeven in Griekenland. Het leidde tot de ondergang van heel het oude Griekenland. Sparta en Athene waren de verliezers, Perzië de winnaar.

##### Atheense vesting
In de jaren 430 zocht Athene de confrontatie met de Spartaanse bondgenoten Korinthe en Megara. Eerst gingen de Atheners in op de hulpkreet van de Korinthische kolonie Kerkyra (Korfoe). De militaire confrontatie tussen Athene en Korinthe breidde zich uit naar Poteidaia. Dan ontzegde de Atheense staatsman Pericles Megara de toegang tot de markten van de Delisch-Attische Zeebond. Athene wachtte hoeveel Sparta zich zou laten welgevallen en nam een mogelijke interventie op de koop toe. Tijdens een vergadering van de Peloponnesische Bond in 432 v.Chr. klaagden de Korinthiërs over het gebrek aan daadkracht van Sparta. Ze stelden voor om Athene de oorlog te verklaren, talrijke bondgenoten steunden het voorstel en de Spartanen hadden geen andere keuze dan zich aan te sluiten. In het begin van de oorlog was de stemming gunstig voor Sparta. Het was niet moeilijk om de strijd tegen het Atheense imperialisme voor te stellen als de bevrijding van een wrede onderdrukker.
In 431 v.Chr. openden de Spartaanse bondgenoten de strijd. Toen de Peloponnesische troepen naar Attica doorstootten, gaf Pericles het land prijs en evacueerde de inwoners naar Athene en Piraeus. Hij vreesde de Spartaanse falanx, trok zich terug achter de onneembare Lange Muren en rekende op het maritieme overwicht van de Atheense vloot. Ondertussen paste Sparta de tactiek van de verschroeide aarde toe in Attica. In het overvolle Athene brak er door de onhygiënische omstandigheden een epidemie uit die een derde van de bevolking doodde. De Spartanen verlieten halsoverkop het land om zelf niet besmet te raken. In de stad heerste volledige wanorde. Pericles werd door de legerleiding afgezet en stierf later aan de pest. Athene werd nu beheerst door demagogen die soms hun woede koelden op hun beste veldheren. De oorlog breidde zich uit naar het noorden van Griekenland, Klein-Azië en Sicilië. In 425 v.Chr. namen de Atheners een aantal Spartanen gevangen op het eiland Sphacteria. De Spartaanse afgezanten boden Athene vrede aan, maar de Atheners eisten meer concessies. Ze brachten de Spartanen als gijzelaars naar Athene en konden daarmee de jaarlijkse invallen in Attica stoppen.
De Spartaanse veldheer Brasidas brak met de traditie. Ofschoon er enkele jaren voorheen nog 2.000 strijdbare heloten vermoord werden, gebruikte hij meer heloten en huurlingen dan voorheen. Hij verlegde zijn aandacht naar de periferie van Athene en overtuigde de steden van Thracië en de Chalkidiken om zich aan zijn kant te scharen. Athene had namelijk hun bijdrage aan de Bond verdubbeld, terwijl Sparta hen onafhankelijkheid beloofde. In 422 v.Chr. versloegen de Spartanen Athene bij Amphipolis. Zowel Brasidas als de Atheense leider Cleon sneuvelden. Na tien jaar vechten werd in 421 de vrede van Nicias gesloten tussen Sparta en Athene. Korinthe, Megara en andere steden gingen niet akkoord en wendden zich tot Argos. Het werd zo gevaarlijk voor Sparta dat het ondenkbare gebeurde: Sparta en Athene sloten een defensief verbond. Beide partijen benutten de rustperiode vooral om zich te versterken. In 418 v.Chr. werd Argos verslagen en heerste Sparta weer over de Peloponnesos.

##### Alcibiades en Lysander
In 415 v.Chr. mengde de Atheense veldheer Alcibiades zich in de Griekse twisten op Sicilië. Hij trok met een groot leger naar Syracuse, maar na twee jaar was de belegering een catastrofe. Alcibiades werd uit zijn post ontheven en vluchtte naar Sparta. Hij zette zich in voor de Spartanen en raadde hun aan om Dekeleia te bezetten. Ze namen het in 413 v.Chr. ook in en bouwden het uit tot een vesting vanwaar ze heel Attica konden bedreigen. Alcibiades waagde het om de Perzische sjah te winnen voor de Spartaanse zaak. Het kwam tot een verbond waarbij de Spartanen de Ionische steden prijsgaven in ruil voor Perzisch goud. Hiermee bouwden de Spartanen een vloot en kochten ze de huurlingen van Athene af. Desondanks bood Sparta herhaaldelijk vrede aan, maar Athene wees het telkens af. Terwijl de Spartaanse koning Agis II uitgerukt was naar Attica, had Alcibiades zijn vrouw Timaia verleid. Hij ontsnapte aan de wraak van de koning en kon met volledige amnestie naar Athene terugkeren.
Uiteindelijk won de Spartaanse admiraal Lysander de oorlog. Hij had al een aantal kleinere successen geboekt, toen de vijandelijke vloten tegenover elkaar kwamen te liggen bij Aigospotamoi. De Atheners werden overrompeld door een verrassingsaanval. Het belegerde Athene raakte niet meer uit de omknelling. Door de honger waren ze bereid om te capituleren. De voorwaarden waren relatief mild: slopen van de Lange Muren en afgeven van schepen. De Spartanen wezen verdere eisen van de bondgenoten categorisch af. In april 404 v.Chr. voer Lysander zegevierend Piraeus binnen.
In Athene stonden de oligarchen klaar om met de hulp van Sparta de macht over te nemen van de democraten. Er kwam een bestuur van Dertig Tirannen. Ze bewapenden 3.000 medestanders en voerden een schrikbewind tegen de rest van de bevolking. Bezittingen werden in beslag genomen, steeds meer mensen werden vervolgd en terechtgesteld. De Spartaanse bezettingstroepen namen zelf niet deel aan de gruweldaden, maar grepen ook niet in. Indirect keurde Sparta de excessen goed. Uiteindelijk werd toch een leger gestuurd om een einde te maken aan de burgeroorlog. Onder supervisie van koning Pausanias II sloten de partijen een godsvrede, de democratie werd hersteld en er kwam een algemene amnestie, behalve voor de dertig tirannen. Het schrikbewind van acht maanden had 1.500 Atheners het leven gekost, evenveel als in de laatste tien jaren van de Peloponnesische oorlog.

#### Spartaanse hegemonie
Na de overwinning in de Peloponnesische Oorlog was Sparta de grootste mogendheid van Griekenland. De Spartanen maakten van de gelegenheid gebruik om hun rijk verder uit te bouwen. Dat gebeurde niet meer met bondgenootschappen zoals in de Peloponnesische Bond, maar met afhankelijke stadstaten die gecontroleerd werden vanuit Sparta. In de Griekse steden voerden ze oligarchische regimes met een tweeledige structuur in:
- Een decarchie (‘tienmanschap’): dit bestond uit tien lokale Grieken die Sparta gunstig gezind waren en hun beschermheer ijverig dienden. De tienmannen hadden een onbeperkte macht over hun medeburgers.
- Een harmost: dit was een onderdaan van Sparta die naar een stad afgevaardigd werd om het bestuur te versterken. Onder zijn leiding bezette een legertje Spartanen in elke stad de acropolis. Wegens hun gewelddadige ingrijpen waren de harmosten de schrik van heel Griekenland.

Ondanks de beloften van vrijheid en zelfbestuur voor alle Hellenen hadden de Spartanen zich ontpopt tot despoten. Ze onderwierpen de Griekse steden aan tienmannen en harmosten, vermoordden talrijke democraten en vroegen evenveel belastingen als Athene. Moderne historici hebben een vernietigend oordeel uitgesproken over het Spartaans imperialisme. Het was gewelddadiger en onvrijer dan vroeger; de onguurste typen kwamen aan het bewind. In alle steden leidde het tot moordpartijen die alles wat men Athene verweten had, ver achter zich lieten. Na de val van Athene heeft Sparta zijn eigen mogelijkheden schromelijk overschat. Ze wilden heersen over alle Grieken, maar joegen iedereen tegen zich in het harnas: de Peloponnesische bondgenoten, andere Griekse steden en het machtige Perzië. Dat gebeurde uitgerekend op het moment dat er nog nooit zo weinig Spartaanse staatsburgers geweest waren. Rond 400 v.Chr. was het aantal spartiaten teruggelopen van vijfduizend tot tweeduizend. Dat kwam door de aardbeving, de oorlogen, het lage geboortecijfer en de verarming van de bevolking. Daardoor werden er steeds meer niet-Spartanen in de strijd geworpen zoals perioiken, heloten of bondgenoten, maar ze werden niet beloond met politieke rechten. De Spartaanse staatsburgers vormden een gesloten kaste die vasthield aan haar voorrechten.
Het duurde niet lang voordat er zich een anti-Spartaanse coalitie vormde met Korinthe, Thebe, Argos, Euboea en Athene. In 395 v.Chr. versloegen ze de Spartanen en werd Lysander gedood. Sparta riep troepen terug uit Klein-Azië om een aanval op Laconië af te wenden. De Perzen speelden een dubbelzinnige rol in de Griekse broedertwisten. Ze pasten de strategie van verdeel-en-heers toe, steunden de zwakste partij en zorgden er vooral voor dat er in Griekenland geen grootmacht ontstond. Lysander had in Klein-Azië een aantal oligarchische bastions opgetrokken. Sparta wilde de Ioniërs helpen tegen de Perzen en stuurde een vloot naar het gebied. Perzië ontweek de strijd; ze steunden liever de anti-Spartaanse coalitie met goud. Toen de Spartaanse vloot in 394 v.Chr. verslagen werd door de Perzen, kwam er zowaar toenadering tussen Sparta en Perzië. In 387 v.Chr. ondertekenden alle steden die aan de Griekse burgeroorlog deelgenomen hadden, de zogenaamde Koningsvrede. De Perzische sjah verlokte de Grieken met zelfbestuur en maakte een eind aan hun aanspraken op Klein-Azië. In aansluiting kregen de Spartanen de taak een algemene vrede tussen de Grieken te bewerkstelligen. Met steun van Perzië slaagden de Spartanen erin een vrijwel afgerond Helleens rijk te stichten.
In 379 v.Chr. kwam Thebe in opstand tegen de Spartaanse bezetting. De Thebanen namen de belangrijkste punten van de stad in; de Spartaanse harmost moest zich terugtrekken. Thebe begon Boeotië onder zijn leiding te verenigen, maar de Perzische sjah zag dat niet graag gebeuren. Zijn vredesconferentie mislukte echter. Twintig dagen later liet Sparta zijn leger oprukken tegen Thebe. In juli 371 kwam het tot de Slag bij Leuctra. De Thebaanse veldheer Epaminondas bracht Sparta een vernietigende nederlaag toe. Daarna wilde hij de stad innemen, maar raakte niet over de Eurotas. Het was hoe dan ook afgelopen met de Spartaanse hegemonie over Griekenland, de Peloponnesische Bond viel vrijwel uiteen en de Messenische heloten hadden het juk afgeworpen. De Spartanen vielen terug op Laconië. In 362 v.Chr. werd de kortstondige Thebaanse heerschappij ten grave gedragen in de Slag bij Mantinea. De moegestreden partijen ondertekenden een algemene landsvrede. In die tijd kwam het Macedonische Rijk naar voren. De bloei van de Griekse stadstaten behoorde voorgoed tot het verleden. Sparta verdween van het grote politieke toneel.

## Einde van het vrije Sparta
In de derde eeuw heersten er zware sociale spanningen tussen rijk en arm in Sparta. Omstreeks 250 v.Chr. waren er nog maar zevenhonderd staatsburgers, van wie er niet meer dan honderd land bezaten. De enkele grootgrondbezitters contrasteerden met de vele verarmde Spartanen. In die periode ondernamen enkelen van de laatste Spartaanse koningen een poging om de vergane glorie van het klassieke Sparta in eer te herstellen.
Koning Agis IV wilde in 244 v.Chr. de Lycurgische wetgeving herstellen. Door een herverdeling van de gronden zou er een grotere gelijkheid van de spartiaten zijn. De apella stemde voor, maar de gerousia en de rijken waren tegen. Agis zette de andere koning af en joeg de eforen de stad uit. Er kwam een algemene schulddelging, maar de herverdeling van de grond werd door allerlei intriges op de lange baan geschoven. In 241 werd Agis door de eforen terechtgesteld.
Koning Cleomenes III had in 235 v.Chr. grootse plannen met Sparta. Omdat de eforen sociale hervormingen in de weg stonden, liet hij ze uit de weg ruimen, één kon ontkomen. Cleomenes bracht zijn eigen vermogen in voor de herverdeling van de bodem en gaf aan iedere burger een kavel land. Hij herstelde de Lycurgische orde met agoge en syssitia. De heloten konden zich vrijkopen, maar werden terstond in militaire dienst genomen. Cleomenes had de ambitie om de Peloponnesos opnieuw in Spartaanse handen te krijgen. Dat lukte in het oosten totdat de Achaeërs zich wendden tot de Macedonische koning Antigonos. Cleomenes zocht hulp bij de Egyptische Ptolemaeërs. In 222 v.Chr. stootten de Spartanen en hun bondgenoten op het leger van de Macedoniërs en de Achaeërs bij Sellasia. Na een verpletterende nederlaag pleegde Cleomenes zelfmoord als balling in Egypte.
Koning Nabis I was de laatste Spartaanse koning van enige betekenis. In een sfeer van revolutie kwam hij in 207 v.Chr. aan de macht. Hij wilde de Lycurgische orde herstellen, gelastte een algemene schulddelging, herverdeelde de landbouwgrond, kende politieke rechten toe aan heloten, perioiken en huursoldaten. Grootgrondbezitters die niet wilden meewerken, werden verjaagd of vermoord. Hij zond spionnen naar andere Griekse steden om Spartaanse ballingen te vermoorden. Zijn schrikbewind steunde op onderdrukking, geheime politie en verklikking. Nabis wilde Sparta weer een internationale rol laten spelen. Toen hij Argos innam en ook daar zijn hervormingsplannen doorvoerde, sloten de Griekse steden zich aaneen om dat gevaar af te wenden. In die periode manifesteerden de Romeinen zich al in Griekenland. Na een overwinning op de Macedoniërs hadden ze in 196 v.Chr. de vrijheid en onafhankelijkheid van alle Griekse steden afgekondigd. Daarop beriepen de Achaeërs zich om aan te dringen op een oorlog tegen Nabis. De Romeinen voelden zich verplicht om een einde te maken aan de Spartaanse bezetting van Argos. In 195 v.Chr. trok hun veldheer Flamininus met een groot leger naar Laconië. Na de eerste zware nederlaag sloot Sparta een verdrag met Rome. Nauwelijks waren de Romeinen vertrokken of Nabis begon opnieuw onrust te stoken op de Peloponnesos. Hij wendde zich tot de Aetoliërs op zoek naar nieuwe bondgenoten, maar zij hadden hun soldaten bevolen om Nabis uit de weg te ruimen. In 193 v.Chr. werd Nabis vermoord en trad Sparta toe tot de Achaeïsche Bond. Er was voorgoed een einde gekomen aan de geschiedenis van het vrije Sparta.

## Romeins Sparta
Vanaf 146 v.Chr. was Griekenland vast in handen van Rome na het instellen van de provincie Achaea. In 27 v.Chr. werd Sparta ingedeeld bij de nieuwe provincie. Hele scharen toeristen stroomden naar de Eurotas, waar jongens nog steeds gegeseld werden bij het altaar van Artemis en meisjes hun dansen opvoerden. De Spartaanse maatschappij was een toeristische attractie geworden. In de Romeinse tijd werd een theater gebouwd voor enkele duizenden toeschouwers; talrijke tempels en beelden versierden de stad. In politiek opzicht was Sparta een onbelangrijke provinciestad geworden.

## Modern Sparta
Het hedendaagse Sparta bestaat sinds 1834. Het werd op last van koning Otto I aangelegd door Beierse architecten. Er is niet veel behouden gebleven van het archaïsche en klassieke Sparta. De weinige overblijfselen dateren uit de Mykeense beschaving en de Romeinse tijd. Daarom wordt het hedendaagse Sparta gewoonlijk niet opgenomen in de rondreizen door Griekenland.